# Patrick Breitkreuz
Patrick Breitkreuz (* 18. Januar 1992 in Berlin) ist ein deutscher Fußballspieler.

## Karriere
Patrick Breitkreuz begann das Fußballspielen in Berlin-Lichterfelde beim LFC Berlin und wechselte 2006 zu Hertha BSC. Er spielte dort bis 2011 in der Jugend des Vereins und debütierte am 21. Mai 2010 beim Spiel gegen den VFC Plauen in der zweiten Mannschaft. In der 77. Minute wurde er eingewechselt; das Spiel endete mit 1:3 aus Sicht der Berliner. Sein Premierentor erzielte er am 21. Mai 2010 beim 4:4 im Spiel gegen den VFC Plauen. In der 48. Minute erzielte er den Treffs zum 3:2-Führung.
In der Sommerpause 2013 wechselte Breitkreuz in die 3. Liga zu Holstein Kiel und erhielt einen bis 2015 laufenden Vertrag. Sein Debüt für sein neues Team gab er am 13. Juli 2013 im SHFV-Pokal-Spiel gegen Union Neumünster. Er wurde in der 79. Minute eingewechselt und erzielte in der 90. Minute den 6:0-Endstand. Sein Debüt in der 3. Liga absolvierte er beim 1:1 im Spiel bei den Stuttgarter Kickers am 10. August 2013, in dem er in der 87. Minute eingewechselt wurde. Sein Premierentor in der Liga erzielte Breitkreuz am 19. Oktober 2013 beim Spiel gegen den VfL Osnabrück. In der 35. Minute erzielte er den 1:1-Endstand. In seiner zweiten Saison bei Holstein Kiel erreichte Breitkreuz mit der Mannschaft den dritten Platz und qualifizierte sich für die Relegation um die 2. Bundesliga. Nach einem torlosen Unentschieden im Hinspiel musste man sich im Rückspiel dem TSV 1860 München mit 1:2 geschlagen geben und blieb in der 3. Liga.
Nach dieser Saison verließ Breitkreuz Kiel und wechselte zu Energie Cottbus, wo er einen bis zum 30. Juni 2017 laufenden Vertrag unterschrieb. Sein Debüt gab er am 26. Mai 2015 beim 2:0-Sieg gegen den Halleschen FC. Er stand in der Startelf und brachte sein neues Team in der 37. Minute mit 1:0 in Führung. Nachdem er mit Energie Cottbus in die Regionalliga abgestiegen war, verließ er den Verein im Sommer 2016.
Im Januar 2017 schloss er sich dem SV Wehen Wiesbaden an und erhielt einen bis 2018 laufenden Vertrag, der jedoch nach der Saison 2017/18 nicht verlängert wurde. Kurz nach Beginn der Saison 2018/19 schloss er sich den Würzburger Kickers an. Hier spielte er bis zur Winterpause 2019/2020, spielte dann aber in den Kaderplanungen in Würzburg keine Rolle mehr. Im Januar 2020 schloss sich Breitkreuz der VSG Altglienicke in der Regionalliga Nordost an.
Zum Beginn der Saison 2024/25 wechselte Breitkreuz ablösefrei zum BFC Preussen in die Oberliga Nordost.

## Familie
Breitkreuz' Zwillingsbruder Steve ist ebenfalls Fußballprofi.